# 曹又尹
曹又尹，原名曹呈（1987年2月16日—），中国围棋职业三段棋手，出生于四川省成都市。她2000年入段，2009年7月升为三段。2010年、2011年全国围棋个人赛冠军。2014年第12届建桥杯冠军。2011年第9届建桥杯亚军，第二届全国智力运动会男女混合双人金牌。2017年5月，与围棋职业棋手张亚博四段完婚。